# Bressana Bottarone
Bressana Bottarone es una localidad y comune italiana de la provincia de Pavía, región de Lombardía, con 3.437 habitantes.

## Evolución demográfica
| Gráfica de evolución demográfica de Bressana Bottarone entre 1861 y 2001 |
|                                                                          |
| Fuente ISTAT - elaboración gráfica de Wikipedia                          |